# Howard Stern
Howard Allan Stern (Queens, Nueva York, 12 de enero de 1954) es una personalidad de radio y televisión estadounidense, reconocido principalmente por su programa radial The Howard Stern Show, que se trasmite tres veces por semana (de lunes a miércoles) a través de Howard 100, una estación de la radio satelital Sirius.
Stern se dio a conocer por su show radiofónico transmitido durante muchos años en estaciones de FM y en algunas de AM de ámbito nacional en los Estados Unidos, hasta su última emisión el 25 de diciembre de 2005. A partir del 9 de enero de 2006, su show comenzó a transmitirse a través de Sirius, una radio satelital provista por suscripción.
Además de su carrera radiofónica, también ha incursionado en la prensa, televisión, música y el cine, con varios largometrajes. Ha escrito tres libros: Private Parts, del cual hizo una película homónima; Miss America y Howard Stern Comes Again. Sus proyectos televisivos incluyen un show de variedad en la cadena neoyorquina WWR-TV, un show nocturno en E! documentando su programa de radio, un programa similar en la cadena CBS que compitió con Saturday Night Live durante algún tiempo, Howard On-Demand para los suscriptores de cable en varios mercados y Son of the Beach, una parodia de Baywatch para el canal FX producida por él mismo.
En 2006, Howard Stern fue elegido por la revista Time como una de las 100 personas que redimensionan nuestro mundo y fue situado en la séptima posición dentro de las 100 celebridades más importantes del 2006 por la revista Forbes.

## Primeros años
Howard Allan Stern nació el 12 de enero de 1954, segundo hijo de Ben y Ray Stern, quienes vivían en el vecindario de Queens en la ciudad de Nueva York. Los padres de Stern son judíos y tienen ascendencia polaca y austríaca. Ben sirvió en el ejército de los Estados Unidos en Long Island y California durante la guerra. Más tarde se desempeñó como ingeniero de sonido en la estación radial WHOM en Manhattan. Stern ha descrito a su hermana mayor Ellen como "una persona muy calmada, totalmente opuesta a mi personalidad".
En 1955 la familia se mudó a Roosevelt, donde Howard ingresó en la primaria Washington-Rose y en la secundaria Roosevelt Junior-Senior. En su adolescencia tomó algunas lecciones de piano y se interesó en las marionetas, usándolas para entretener a sus amigos en obras donde usaba chistes subidos de tono, hecho que empezó a demostrar su estilo irreverente y a menudo vulgar de expresarse. Formó una banda con dos compañeros de curso, llamada The Electric Comicbook, desempeñándose como cantante y tecladista.
Stern empezó a interesarse por la locución radial desde que tenía cinco años. Aunque no solía escuchar demasiado la radio en esa época, ha mencionado a los presentadores Bob Grant y Brad Crandall como sus primeras influencias. Su padre instaló un micrófono, una máquina de cinta y un tocadiscos en el sótano de su casa, y el pequeño Howard los utilizaba para grabar sus programas de radio, incorporando diferentes personajes y llamadas de broma pregrabadas, bocetos y comerciales. Hizo varias visitas al estudio de grabación de su padre, donde conoció a personalidades de la comedia como Don Adams y Larry Storch. A finales de la década de 1960, la localidad de Roosevelt empezó a experimentar un cambio racial importante en su población; Stern recuerda que solamente "algunos chicos blancos" quedaban en su escuela y sufrían repetidos casos de intimidación por parte de alumnos de color. En junio de 1969 la familia se mudó a Rockville Centre, y Stern, a los quince años, fue inscrito en la secundaria South Side donde se convirtió en un "completo introvertido". Se graduó de la secundaria en 1972.
Ese mismo año decidió inscribirse en la carrera de comunicación social en la Universidad de Boston, pero su promedio de notas en la escuela secundaria le hizo pasar los primeros dos años en el Colegio de Estudios Básicos. En su segundo año empezó a trabajar en la estación radial del colegio, donde programaba música, leía noticias y presentaba programas de entrevistas. Más adelante presentó un programa de comedia titulado The King Schmaltz Bagel Hour, el cual fue cancelado por presentar una sección considerada como racista, titulada "Godzilla Goes to Harlem". Stern empezó a probar las drogas durante su etapa estudiantil, pero las dejó cuando encontró dificultades con el LSD. En 1974 por fin pudo ingresar en la Facultad de Comunicación Social de la Universidad de Boston. Luego estudió para obtener un diploma en el Instituto de Ingeniería Radial en Fredericksburg, Virginia, en julio de 1975, donde obtuvo una licencia de operador radial, un requisito de la época para desempeñarse profesionalmente en ese mundo. Con la licencia en su bolsillo, Stern obtuvo su primer empleo en WNTN en Newton, Massachusetts, entre agosto y diciembre de 1975 en labores de producción. En mayo de 1976 obtuvo un grado magna cum laude con un promedio de 3.8. Se especializó en radiodifusión y cine.

## Carrera

### 1976–1981: WRNW, WCCC y WWWW
Stern declinó una oferta de trabajar en la emisora WRNW, una estación radial de rock progresivo en Briarcliff Manor, Nueva York. En ese momento empezó a cuestionar sus capacidades, admitiendo: "Me asusté. Pensé que no era lo suficientemente bueno para esto". Stern aceptó un empleo en Benton & Bowles, una agencia de marketing neoyorquina, la cual abandonó tres horas después de su contratación. Más adelante trabajó en Queens en una estación radial en el departamento de ventas. Con el apoyo de su madre y de su novia, se puso en contacto con la cadena radial WRNW y aceptó cubrir los turnos de vacaciones navideñas de 1976. Impresionado con su profesionalismo, el director de la estación contrató a Stern a tiempo completo para un turno de mediodía de cuatro horas durante seis días a la semana, por 96 dólares. Después de varios meses, Stern se convirtió en el director de producción de la estación hasta noviembre de 1977, cuando se convirtió en su director de programación, con un aumento de salario de 250 dólares a la semana. Para ahorrar dinero, Stern rentó un cuarto en un monasterio en Armonk, Nueva York.
En 1979 Stern vio un anuncio en Radio & Records en el que requerían de un "tipo salvaje y divertido" para trabajar en la estación de rock WCCC en Hartford, Connecticut. Fue contratado por el mismo salario pero con una carga de trabajo mayor. En el verano de la crisis energética de 1979, Stern instó a los oyentes a realizar un boicot de dos días a la compañía Shell, una maniobra que atrajo la atención de los medios de comunicación. Fue en WCCC donde conoció a Fred Norris, uno de los disc jockeys de la estación que se convertiría en escritor y productor de Stern a partir de 1981. Howard abandonó la estación WCCC en 1980 después de que se le negara un "asqueroso y apestoso aumento de 25 dólares semanales". En ese momento, la estación rival WHCN había reunido cintas y recortes de prensa de Stern y los había enviado a Burkhart/Abrams, una empresa consultora de radio, intentando sacarlo del mercado de los medios de comunicación de Hartford, pues un aumento en sus índices de audiencia aumentaba su amenaza a los números de la estación. Las cintas fueron recibidas por Dwight Douglas, quien le ofreció a Stern un trabajo en Columbus, Ohio, oferta que Howard rechazó.
Nuevamente en Radio & Records vio un anuncio de la WWWW, una emisora de rock con base en Detroit, Míchigan. Su prueba al aire fue bien recibida por la gerencia, que hizo una oferta, pero Douglas aconsejó a Stern que no lo hiciera y le sugirió esperar una oferta de una estación mejor. Stern siguió adelante a pesar de todo y aceptó un trato con WWWW, iniciando labores el 21 de abril de 1980. Pensó en nuevas formas de mejorar su espectáculo y de ser más abierto en sus emisiones al aire, "de derribar las barreras... despojar todo el ego... y ser totalmente honesto". Pese al éxito cosechado por Stern, WWWW continuó disminuyendo en los índices de audiencia y no logró superar a las tres estaciones de rock más populares de la zona. Las audiencias trimestrales de Arbitron publicadas en enero de 1981 no mostraron signos de una audiencia fuerte, haciendo que la estación cambiara de formato de la noche a la mañana del rock a la música country, para sorpresa y molestia de Stern. Permaneció en la emisora otras dos semanas antes de que "fuera el momento de volver a salir a la carretera". Acto seguido declinó ofertas para trabajar en WXRT En Chicago y en CHUM en Toronto, Canadá.

### 1981–1985: WWDC y WNBC
La estación WWDC de Washington D. C. fue la siguiente parada profesional de Howard Stern, quien inicialmente tenía ciertas reservas, pues suponía que en la emisora no estaban al tanto de su "estilo irreverente". Sin embargo aceptó la oferta e inició labores el 2 de marzo de 1981. Durante el tiempo que se mudó de Detroit, Stern pasó varias semanas planeando un nuevo espectáculo, decidido a tener más éxito ya que la estación le ofrecía una buena oportunidad para trabajar en la ciudad de Nueva York, su meta profesional. Estaba decidido a "matar a mi competencia. Iba a decir o hacer lo que fuera necesario... El primer paso fue juntar a mi equipo". Buscó un coanfitrión con sentido del humor para discutir sobre noticias y eventos actuales. La estación le bridó la oportunidad de trabajar con Robin Quivers, una antigua reportera de la cadena WFBR en Baltimore. A Quivers le enviaron una cinta de Stern entrevistando a una prostituta y aceptó el trabajo sin reunirse con él. Asumió que "vendría a hacer las noticias... pero no fue así". En un incidente, Stern reveló al aire el aborto espontáneo de su esposa. En enero de 1982, Howard tuvo el segundo programa matutino más valorado de la ciudad.
Impresionando con sus números, el gerente de WWDC le ofreció a Stern una extensión de un año en su contrato, pero Howard deseaba un plazo mayor. Al mismo tiempo se le ofreció un contrato millonario de cinco años para trabajar en las tardes en la WNBC en Nueva York, en ese entonces una estación de música AOR, luego de que el gerente de la estación Jerry Nachman se convirtiera en fanático del estilo de Howard. Stern firmó un contrato con WNBC en marzo de 1982, cuatro meses antes de terminar su relación laboral con WWDC. La situación con esta emisora culminó el 25 de junio de 1982, cuando fue despedido. En sus últimos meses en la estación, Stern aseguró un avance de 35 mil dólares con Wren Records para producir un álbum de comedia con Fred Norris titulado 50 Ways to Rank Your Mother, publicado en 1982. Fue relanzado en noviembre de 1994 con el título Unclean Beaver.
En abril de 1982, cuatro meses antes del inicio de su relación laboral con WNBC, la revista NBC emitió un reportaje crítico escrito por Douglas Kiker que se centró en Stern y en la naturaleza controvercial de su programa. Este reportaje hizo que los ejecutivos de la NBC discutieran el posible retiro del contrato de Stern, pero finalmente decidieron establecer medidas de control en su contenido. Para empeorar las cosas, la estación no permitió que Stern trajera a sus compañeros de trabajo inicialmente, algo que generó cierta fricción entre Howard y Quivers durante algunos meses. Stern inició su espectáculo radial con WNBC el 30 de agosto de 1982 bajo estrictas medidas de control de contenido. Sin embargo, en su primer mes fue suspendido por "Virgin Mary Kong", un sketch sobre un videojuego en el que un grupo de hombres perseguía a la Virgen María alrededor de un bar de solteros en Jerusalén. La estación decidió contratar a un abogado para que operara con una demora de siete segundos si Stern decía algo potencialmente ofensivo. Ésta pronto se convirtió en la tarea del director de programación Kevin Metheny, a quien Stern burlonamente se refería como "Pig Virus". Durante su estancia en WNBC, Howard Stern inició una relación profesional con el presentador Don Imus.
Su popularidad entre el público creció a pesar de las continuas restricciones de la gerencia; el 21 de mayo de 1984 hizo su debut en el programa Late Night with David Letterman y apareció en la revista People, aumentando su exposición nacional. En mayo de 1985 obtuvo los índices de audiencia más altos en WNBC en cuatro años con una participación de mercado del 5,7% de la audiencia de la tarde. En un súbito giro de los acontecimientos, Stern y Quivers fueron despedidos poco antes de salir al aire el 30 de septiembre de 1985, alegando "diferencias conceptuales" con respecto al programa. El director de programación John Hayes explicó: "Con el paso del tiempo hicimos un esfuerzo muy consciente para que Stern se diera cuenta de que ciertos elementos del programa deberían ser cambiados.... No creo que sea apropiado decir cuáles fueron esos detalles".

### 1985–1993: WXRK y primeros trabajos en televisión y vídeo
Tras su salida de la WNBC, Stern se mantuvo en contacto con su público haciendo presentaciones en teatros y clubes. Rechazó ofertas para trabajar en Los Ángeles, incluyendo una proveniente de la NBC, y decidió quedarse en Nueva York. En una conferencia de prensa en 1985, Stern anunció un contrato de cinco años con Infinity Broadcasting para presentar un programa radial en las tardes en su emisora de rock WXRK desde el 18 de noviembre de ese año. Determinado a derrotar a Imus y a WNBC en los índices de audiencia, Stern se trasladó al prime time en febrero de 1986. En el mercado neoyorquino, Stern lideró el programa matutino con mejor audiencia entre 1994 y 2001. Durante su estancia de veinte años en WXRK, su programa fue sindicado en 60 mercados en Norteamérica y fue escuchado por cerca de 20 millones de usuarios.
Su primera aventura en la televisión ocurrió cuando la cadena Fox ideó un reemplazo para The Late Show, un programa de entrevistas nocturno conducido por Joan Rivers. Tras algunas discusiones con la cadena, Stern aceptó realizar cinco episodios pilotos con el guitarrista Leslie West y el comediante Steve Rossi como sus compañeros. El programa se sometió a varias pruebas de audiencia y finalmente Fox decidió abandonar el proyecto. Más adelante Stern presentó su primer proyecto en formato pay-per-view, Howard Stern's Negligeé and Underpants Party, en febrero de 1988. El especial fue pagado en 60 mil hogares y recaudó más de un millón de dólares.
Stern firmó un nuevo contrato con Infinity Broadcasting en 1990 para continuar con su programa de radio por cinco años más, un trato de diez millones de dólares aproximadamente. En julio de 1990 se convirtió en el presentador del programa de televisión The Howard Stern Show en WWOR-TV, acompañado de su equipo de trabajo habitual. En el área neoyorquina el programa frecuentemente le ganaba a Saturday Night Live en los índices de audiencia durante los treinta minutos en los que se presentaban simultáneamente ambos programas. Stern finalizó el show tras 69 episodios, en 1992. Durante este periodo, su programa radial había recibido varias multas de parte de la Comisión Federal de Comunicaciones por supuesto contenido inmoral. En represalia, Stern publicó un álbum con el contenido censurado titulado Crucified by the FCC a comienzos de 1991.
Su popularidad en los medios en esa época lo llevó a autoproclamarse el "Rey de los Medios de Comunicación". En octubre de 1992 logró ubicar en la primera posición en los índices de audiencia a su programa radial tanto en Los Ángeles como en Nueva York de manera simultánea. El mismo mes publicó Butt Bongo Fiesta, un vídeo casero con lo mejor de su segmento "Butt Bongoing". El vídeo fue un éxito comercial, vendiendo cerca de 260 mil copias. En noviembre de 1992 regresó a la televisión de los sábados en la noche con The Howard Stern Interview, un programa de entrevistas semanal presentado por la cadena E! finalizado en 1993. Stern apareció en la gala de los MTV Video Music Awards en 1992 interpretando a Fartman, un superhéroe ficticio. Presentando un premio con Luke Perry, Stern apareció en el escenario con el traje de Fartman y sus nalgas expuestas. Se empezó a desarrollar la idea de realizar una película en la que Howard interpretaría al superhéroe, pero el proyecto terminó desechándose.

### 1993–1994:Private Partse incursión en la política
A comienzos del año 1993, Stern firmó un contrato con la editorial Simon & Schuster para escribir su primer libro, Private Parts. Lo escribió con la colaboración del autor Larry Sloman y la editora Judith Regan, refiriéndose a esa experiencia como "la cosa más difícil que he hecho en toda mi carrera". Publicado en octubre de 1993, Private Parts se convirtió en un éxito inmediato. Las 225 mil copias iniciales se vendieron en unas pocas horas. En cinco días se convirtió en el libro con mayores ventas en la historia de Simon & Schuster. Private Parts ingresó en la lista de superventas del New York Times en la primera posición y permaneció allí por veinte semanas.
A finales de ese año, Stern empezó a instar a sus oyentes a elegir a Christine Todd Whitman como gobernadora de Nueva Jersey después de que prometiera apoyar al primer candidato que llamara a su programa de radio. En marzo de 1995 Whitman nombró una parada de descanso de autopista en honor a Stern en agradecimiento por su apoyo en la interestatal 295, al sur de Trenton, Nueva Jersey. Una placa de mil dólares fue instalada en dicha parada, la cual fue robada días después y enviada por correo a Stern. El área fue cerrada en 2003 por el gobernador Jim McGreevey como parte de su plan de mejoramiento vial.

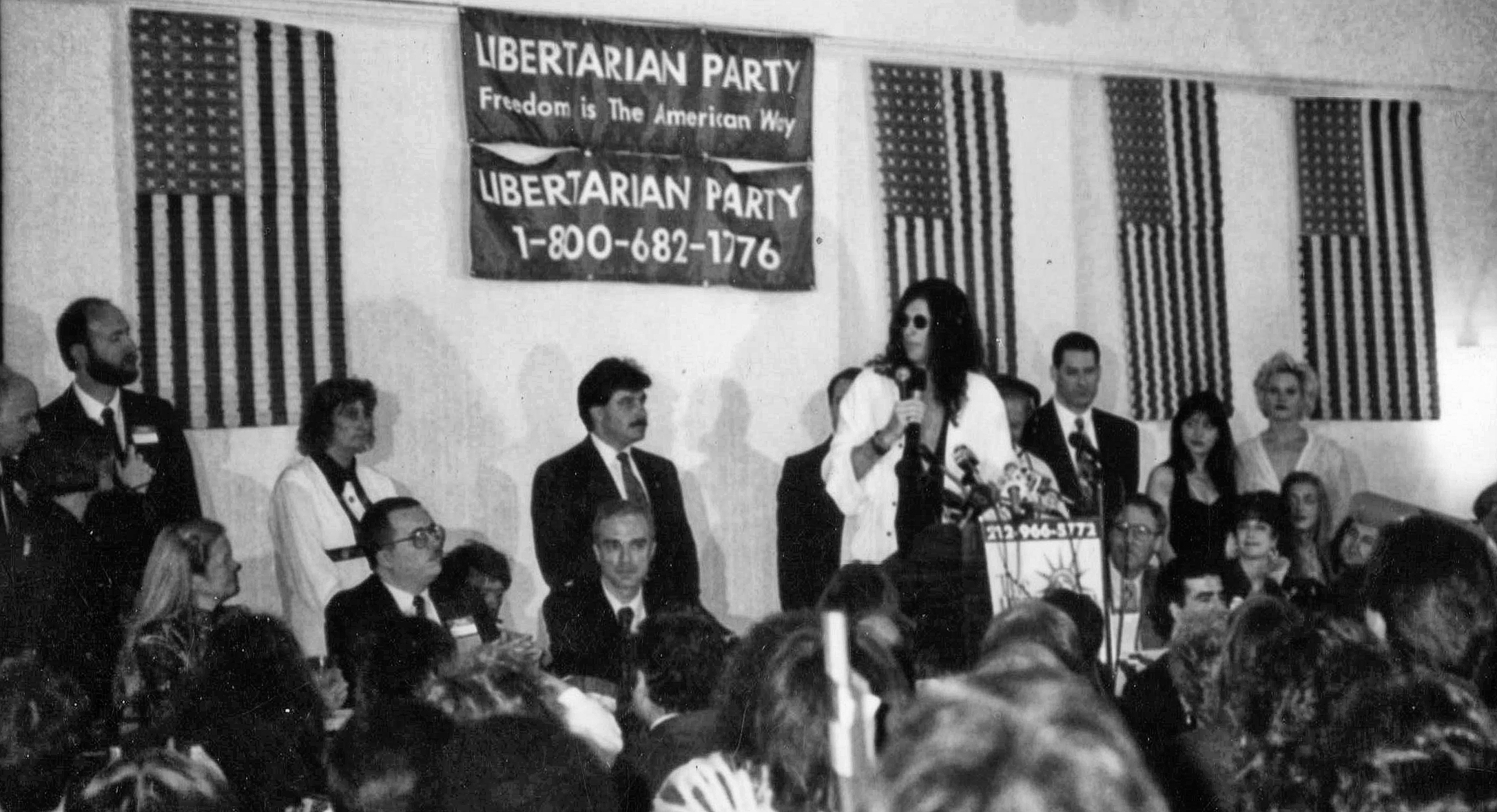
Stern en una convención del Partido Libertario en Albany en abril de 1994 durante su candidatura a Gobernador de Nueva York.

Stern lanzó su segundo especial pay-per-view, The Miss Howard Stern New Year's Eve Pageant, el 31 de diciembre de 1993. El show se centró en un desfile de belleza con jueces famosos para coronar a la primera "Srta. Howard Stern". Un estimado de 400 mil hogares compraron el show, recaudando un total de 16 millones de dólares y rompiendo el récord de suscriptores para un evento no deportivo, anteriormente mantenido por un concierto de New Kids on the Block en 1990. The New York Post se refirió al especial como "las dos horas más desagradables en la historia de la televisión". Fue publicado en formato de vídeo casero en 1994 con el título Howard Stern's New Year's Rotten Eve 1994.
Durante su programa radial del 22 de marzo de 1994, Stern anunció su candidatura para Gobernador de Nueva York representando al Partido Libertario. Stern planeaba reincorporar la pena de muerte, eliminar los peajes de las autopistas para mejorar el flujo de tráfico y limitar el trabajo en las carreteras a turnos de horario nocturno. Anunció además que una vez que se cumplieran esos tres objetivos, renunciaría y le cedería la gobernación a su subalterno. En la convención de nominación del partido el 23 de abril de ese año, Stern obtuvo la mayoría requerida de dos tercios en la primera votación, recibiendo 287 de los 381 votos emitidos; James Ostrowski terminó segundo con 34 votos. Para poner su nombre en la papeleta final, Stern estaba obligado a indicar su domicilio y a rellenar un formulario de declaración financiera en virtud de la Ley de Ética del Gobierno. Solicitó un requerimiento porque deseaba evitar declarar sus ingresos, pero la solicitud fue denegada por un juez el 2 de agosto. Stern retiró su candidatura en una conferencia de prensa al aire dos días después, diciendo: "Paso 25 horas a la semana contándoles todos los detalles más íntimos de mi vida.... Un hecho que nunca he revelado es cuánto gano y cuánto dinero tengo... no es asunto suyo". En las elecciones para gobernador, George Pataki, candidato a quien Stern apoyó, resultó vencedor. En agosto de 1995 Pataki firmó un proyecto de ley que limitaba la construcción de carreteras estatales a las horas de la noche en la ciudad de Nueva York y Long Island, denominada "Howard Stern Bill" en honor a la propuesta original del locutor. Desde entonces, Stern se ha declarado un firme opositor a la pena de muerte, cambiando completamente su discurso inicial.
En junio de 1994, Stern fundó la compañía de producción Howard Stern. Tenía la intención de participar en la adaptación de un largometraje de Brother Sam, la biografía del comediante Sam Kinison escrita por su hermano. El mismo mes, la cadena E! comenzó a transmitir los momentos más destacados de la semana del programa de radio de Stern utilizando cámaras instaladas en el estudio. El programa, titulado simplemente Howard Stern, se transmitió durante once años; el último episodio original salió al aire el 8 de julio de 2005.

### 1995–1997:Miss AmericayPrivate Parts: la película
El 3 de abril de 1995, tres días después del asesinato de la cantante Selena, los comentarios de Stern sobre su muerte y sobre los mexicanos en Estados Unidos causaron revuelo en sus oyentes de Texas y en algunas comunidades hispanas. Durante sus críticas a su música, se escucharon efectos sonoros de disparos: "Esta música no hace absolutamente nada por mí. Alvin y las ardillas tienen más alma... Los latinos tienen el peor gusto para la música. Les falta profundidad". Después de tres días de reacciones mediáticas generalizadas y amenazas de boicot, Stern respondió con una declaración en español, enfatizando que sus comentarios fueron hechos a modo de sátira y que no tenían la intención de lastimar a aquellos que amaban a la actriz. Al día siguiente, Eloy Cano, un juez de Harlingen, Texas, emitió una orden de arresto contra el locutor por conducta inapropiada que conllevaba una multa máxima potencial de 500 dólares si ingresaba al estado. Dicho arresto nunca se hizo efectivo.
En 1995 Howard firmó un contrato con ReganBooks para escribir su segundo libro, Miss America. Allí escribió sobre varios temas, incluyendo sus experiencias cibersexuales mediante el servicio de Internet Prodigy, un encuentro privado con Michael Jackson, su dolor de espalda crónico, su trastorno obsesivo-compulsivo y su experiencia en la política. Miss America vendió 33 mil copias en su estreno y 120 mil en su primera semana. Ingresó en la lista de superventas del New York Times en el número uno y permaneció allí durante 16 semanas, casi emulando el éxito de Private Parts. La aparición de Stern en noviembre de 1995 en el programa de entrevistas The Tonight Show with Jay Leno causó controversia después de que apareciera en el programa con dos mujeres vestidas con bikinis que se besaron y recibieron nalgadas del locutor. Leno, quien instó a que ambos actos fueran eliminados de la transmisión final, salió del escenario visiblemente incómodo después del segmento sin dar las gracias a Stern.
En febrero de 1996 dio inicio la producción de una adaptación cinematográfica del libro Private Parts para Paramount Pictures. El desarrollo se extendió durante más de dos años ya que Stern, que tenía la aprobación final del guion, solía rechazarlo constantemente. Cuando el productor Ivan Reitman se involucró en el proyecto, Stern aceptó un guion desarrollado por Len Blum y Michael Kalesniko. La filmación empezó en mayo de 1996 con la directora Betty Thomas y se extendió durante cuatro meses con Stern, Quivers y Norris en los papeles principales. El equipo viajaba al plató después de cada programa de radio y se quedaba allí para rodar los fines de semana. Stern se embarcó en una extensa gira publicitaria para promocionar la película que incluyó numerosas apariciones en televisión y entrevistas en revistas en un intento de atraer a personas que no eran oyentes de su programa de radio. Private Parts se estrenó el 27 de febrero de 1997 en el teatro Hulu en el Madison Square Garden. En las inmediaciones del teatro, Stern y el cantante de heavy metal Rob Zombie interpretaron "The Great American Nightmare", canción que grabaron para su banda sonora. El estreno de la película tuvo lugar el 7 de marzo de 1997. Llegó a la cima de la taquilla estadounidense en su fin de semana de apertura con una recaudación bruta de 14,6 millones de dólares y un total nacional de 41,2 millones de dólares. La banda sonora, Private Parts: The Album, vendió casi 200 mil copias en su primer fin de semana de lanzamiento y encabezó la lista de éxitos Billboard 200 en marzo de 1997. Tres meses después de su lanzamiento, el disco logró la certificación de platino por vender más de un millón de copias. Stern aportó su voz en "Tortured Man", canción grabada con la banda The Dust Brothers.
En octubre de 1997, Stern presentó una demanda de 1.5 millones de dólares contra Ministry of Film Inc. alegando que el estudio lo contrató para una película llamada Jane, protagonizada por Melanie Griffith, a sabiendas de que no tenía fondos suficientes. Stern, que seguía sin cobrar ningún dinero cuando cesó la producción, acusó al estudio de incumplimiento de contrato, fraude y representación negligente. En 1999 se llegó a un acuerdo en el que el locutor recibió una suma de 50 mil dólares.

### 1998–2010: Proyectos de cine y televisión y contrato con Sirius
En abril de 1998 Stern firmó con la CBS para competir con Saturday Night Live con su programa The Howard Stern Radio Show. Tras su debut el 22 de agosto de 1998 en 79 emisoras de todo el país, el programa comenzó a perder afiliados después de dos episodios en los que las emisoras locales se preocuparon por el contenido inapropiado. Para junio de 1999, el número de estaciones que transmitían el programa había disminuido a cincuenta y cinco. Tras tres temporadas el programa fue cancelado el 17 de noviembre de 2001.
Durante su estancia en la CBS, Stern se aventuró a trabajar como productor ejecutivo a través de su compañía de producción para varios proyectos de televisión y cine. En septiembre de 1999, la cadena UPN anunció la producción de Doomsday, una serie de televisión de comedia de ciencia ficción animada, para un total inicial de trece episodios que se emitieron originalmente en el año 2000. Stern produciría la serie y aportaría la voz de Orinthal, el perro de la familia, pero el programa nunca se emitió. La producción ejecutiva más exitosa de Stern fue Son of the Beach, una parodia televisiva de Baywatch que se emitió de marzo de 2000 a octubre de 2002 en FX.

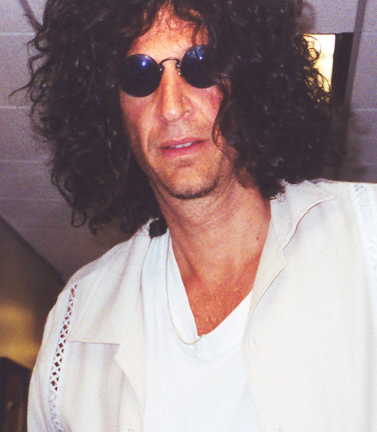
Stern en el año 2000.

El 16 de diciembre de 2000 Stern anunció un nuevo contrato con Infinity Broadcasting para continuar cinco años más con su programa. En noviembre de 2001, la compañía de producción de Stern había comenzado a desarrollar una comedia televisiva semanal titulada Kane para la CBS, originalmente destinada a reemplazar a The Howard Stern Radio Show tras su cancelación, con Ron Zimmerman como guionista de su episodio piloto. Sin embargo, este proyecto tampoco se materializó.
La controversia generada por el show del entretiempo en el Super Bowl XXXVIII el 1 de febrero de 2004 llevó al gobierno a tomar medidas enérgicas contra la indecencia en la radio y la televisión tras el aumento de las quejas de la audiencia. La situación provocó un control más estricto sobre el contenido por parte de los directores de estación, lo que hizo que Stern se sintiera "muerto" creativamente. El 6 de octubre de 2004 el locutor anunció la firma de un contrato con Sirius Satellite Radio, un servicio de radio satelital por suscripción.

### 2010–presente: Renovación con Sirius,America's Got Talenty tercer libro
En diciembre de 2010 Howard renovó su contrato con SiriusXM por otros cinco años. A mediados de 2011 Stern empezó a desempeñarse como fotógrafo. Entre sus primeros trabajos, aportó fotografías para la revista Hamptons en julio de ese año. Su nueva pasión lo llevó a establecer la compañía Conlon Road Photography. Ese mismo año anunció su regreso a la televisión como reemplazo de Piers Morgan en America's Got Talent en su séptima temporada, permaneciendo en el programa hasta su décima temporada. En 2012 fue incluido en el Salón de la Fama de la Radio Nacional. Anteriormente se había mostrado muy crítico con dicha organización.
En 2015 Stern anunció la renovación de su contrato con SiriusXM para continuar durante cinco años más con su programa de radio. En abril de 2018 Stern presentó a la banda Bon Jovi en el Salón de la Fama del Rock and Roll. Un año después anunció su tercer libro mediante la editorial Simon & Schuster, titulado Howard Stern Comes Again, publicado el 14 de mayo de 2019.

## Vida personal
Stern conoció a su primera esposa, Alison Berns, en la Universidad de Boston. El locutor afirmó: "Una semana después de que empezara nuestra relación, supe que me iba a casar con ella". La pareja contrajo matrimonio en el templo Ohabei Shalom en Brookline, Massachusetts, el 4 de junio de 1978; ambos tenían 24 años. Tienen tres hijas juntos: Emily Beth (1983), Debra Jennifer (1986) y Ashley Jade (1993). La pareja se separó en octubre de 1999. Stern afirmó al respecto: "Estaba totalmente neurótico y consumido por mi carga laboral. En ese momento para mí el trabajo era lo único que cabía en mi vida". El divorcio se hizo efectivo en 2001 en buenos términos.

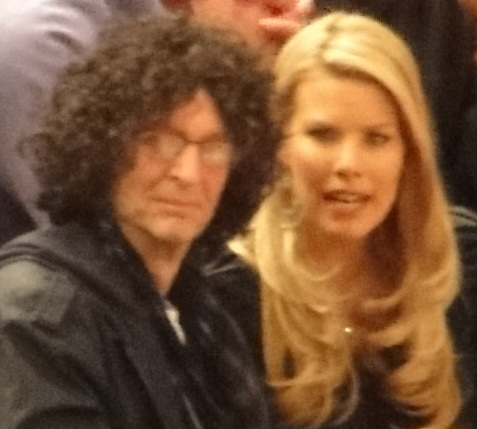
Stern y Beth Ostrosky en 2011.

En los meses siguientes a su separación, Stern empezó a salir con las actrices Angie Everhart y Robin Givens. En el año 2000 inició una relación con la modelo, actriz y presentadora de televisión Beth Ostrosky. Anunció su compromiso en su programa de radio el 14 de febrero de 2007. La pareja se casó en el restaurante Le Cirque en Nueva York el 3 de octubre de 2008. La ceremonia fue oficiada por el actor Mark Consuelos.
A principios de la década de 1970, los padres de Stern comenzaron a practicar la meditación trascendental y lo animaron para que la practicara. Stern atribuye a la técnica el haberle ayudado a dejar de fumar, a lograr sus metas en la radio, a vencer su trastorno obsesivo-compulsivo y a curar a su madre de la depresión. Howard entrevistó a Maharishi Mahesh Yogi, el fundador de la técnica, y le agradeció por aliviar la depresión de su madre.
Stern reveló que sufría del trastorno obsesivo-compulsivo en el libro Miss America. Su condición se originó mientras estaba en la universidad y continuó en su carrera de radio. Como parte de un juego de revelaciones del personal de su programa de radio en enero de 2006, Stern reveló que se sometió a rinoplastia y a liposucción bajo la barbilla en la década de 1990.
Stern es un partidario y colaborador de la North Shore Animal League America. En 2012 afirmó en The Examiner que había adoptado una dieta semivegetariana.

## Filmografía

### Cine
| Año  | Título        | Papel    | Notas |
| ---- | ------------- | -------- | --- |
| 1986 | Ryder, P.I.   | Ben Wah  | |
| 1997 | Private Parts | Él mismo | Premio Blockbuster Entertainment (1998) Nominado – Golden Raspberry por "nueva peor estrella" (1998) Nominado – Golden Satellite por "mejor actor en una comedia o musical" (1998) |

### Vídeo
| Año  | Título                                       |
| ---- | -------------------------------------------- |
| 1988 | Howard Stern's Negligeé and Underpants Party |
| 1989 | Howard Stern's U.S. Open Sores               |
| 1992 | Butt Bongo Fiesta                            |
| 1994 | Howard Stern's New Year's Rotten Eve 1994    |

### Televisión
| Año       | Título                       | Canal   |
| --------- | ---------------------------- | ------- |
| 1987      | The Howard Stern Show        | Fox     |
| 1990–1992 | The Howard Stern Show        | WWOR-TV |
| 1992–1993 | The Howard Stern "Interview" | E!      |
| 1994–2005 | Howard Stern                 | E!      |
| 1998–2001 | The Howard Stern Radio Show  | CBS     |
| 2005–2013 | Howard Stern On Demand       |         |